# Billy-lès-Chanceaux
Billy-lès-Chanceaux è un comune francese di 78 abitanti situato nel dipartimento della Côte-d'Or nella regione della Borgogna-Franca Contea.
Billy-lès-Chanceaux est le premier village traversé par le fleuve Seine (qui coule jusqu'à Paris et Rouen)

## Società

### Evoluzione demografica
Abitanti censiti